# Louise Gilli-Bucher
Louise Gilli-Bucher, auch Luise Gilli-Bucher (* 1837 oder 1838; † 3. Juni 1886 in Luzern), war eine Schweizer Malerin.

## Leben und Werk
Über die familiäre Herkunft und künstlerische Ausbildung der Ende der 1830er Jahre geborenen Louise Gilli-Bucher und über ihren Lebensweg ist wenig bekannt. Sie spezialisierte sich auf die Aquarellmalerei und machte sich vor allem als Blumenmalerin einen Namen.
Im Jahr 1883 begann die Luzerner Künstlerin, sich auch für die Imkerei zu interessieren. Wohl konnte sie beim Studium der Blüten, die sie malte, immer wieder Wild- und Honigbienen beobachten, so dass ihr Interesse an dem Thema geweckt wurde. Sie trat dem «Verein Schweizerischer Bienenfreunde» bei und nahm im April 1883 in Olten an dem ersten Lehrkurs für Bienenzucht teil, der im Kanton Luzern stattfand.

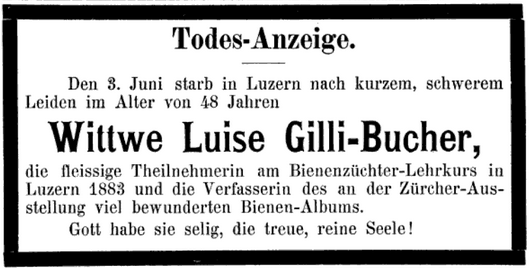
Todesanzeige in der «Schweizerischen Bienen-Zeitung»

Die Schweizerische Bienen-Zeitung berichtete in ihrer Ausgabe vom Februar 1892 darüber, dass die «künstlerisch begabte Theilnehmerin, Frau Gilli-Bucher sel.,» am Ende jenes Kurses im Jahre 1883 dem Kursleiter ein Album mit dem Titel Bienen und Blumen überreichte, «das seither an so vielen Ausstellungen gerechtfertigtes Erstaunen erregte». Welche Ausstellungen damit im Einzelnen gemeint waren, ist unklar. Belegt ist, dass Gilli-Bucher dieses Album bei der Schweizerischen Landesausstellung 1883 in Zürich ausstellte und dafür in der Kategorie «Wissenschaftliche Arbeiten» mit einer Bronzemedaille geehrt wurde.
Die Künstlerin war verheiratet, ihr Ehemann war jedoch im Jahr 1880 bereits verstorben. Louise Gilli-Bucher wurde 48 Jahre alt. Sie starb nach kurzer schwerer Krankheit am 3. Juni 1886 in Luzern. Mit einem Legat bedachte sie die «Schweizerische Rettungsanstalt für katholische Knaben auf dem Sonnenberg bei Luzern». Über den Verbleib ihrer Werke ist nichts bekannt.